# 网纹繐唇鲃
網紋穗唇魮又名網紋繐唇䰾（学名：Crossocheilus reticulatus）为輻鰭魚綱鲤形目鲤科繐唇鲃属的鱼类。该物种主要分布于泰国以及澜沧江等，体长可达17公分。该物种的模式产地在泰国。

## 扩展阅读
維基物種上的相關：网纹繐唇鲃